# Альфред фон Вальдштеттен
Барон Альфред Георг Генріх Марія фон Вальдштеттен (нім. Alfred Georg Heinrich Maria Freiherr von Waldstätten; 9 листопада 1872, Відень — 12 січня 1952, Мауербах) — австро-угорський воєначальник, генерал піхоти запасу вермахту. Кавалер ордена Pour le Mérite.

## Біографія
Син австро-угорського генерала Георга фон Вальдштеттена і його дружини Мері, уродженої Голмс. 

### Військова кар'єра
Вальдштеттен навчався у терезіанській академії, яку він закінчив як перший в класі 1892 року. Згодом він був призначений в 81-й піхотний полк під командуванням свого дядька Йоганна Баптиста фон Вальдштеттена в званні лейтенанта в листопаді 1892 року. З 1895 року його відвідував Військову академію у Відні, яку він закінчив у 1897 році. У листопаді того ж року він був призначений до складу 26-ї піхотної бригади. З того ж року він служив в престижному 1-му Імператорському піхотному полку, після чого був призначений в Генеральний штаб в листопаді 1901 року. У жовтні 1907 він став доцентом кадетської школи, а в травні 1905 року був призначений начальником штабу 28-ї піхотної дивізії, розташованої в Любляні. У травні 1910 року став викладачем у Військовій академії, де займав свій пост на початку Першої світової війни.

### Перша світова війна

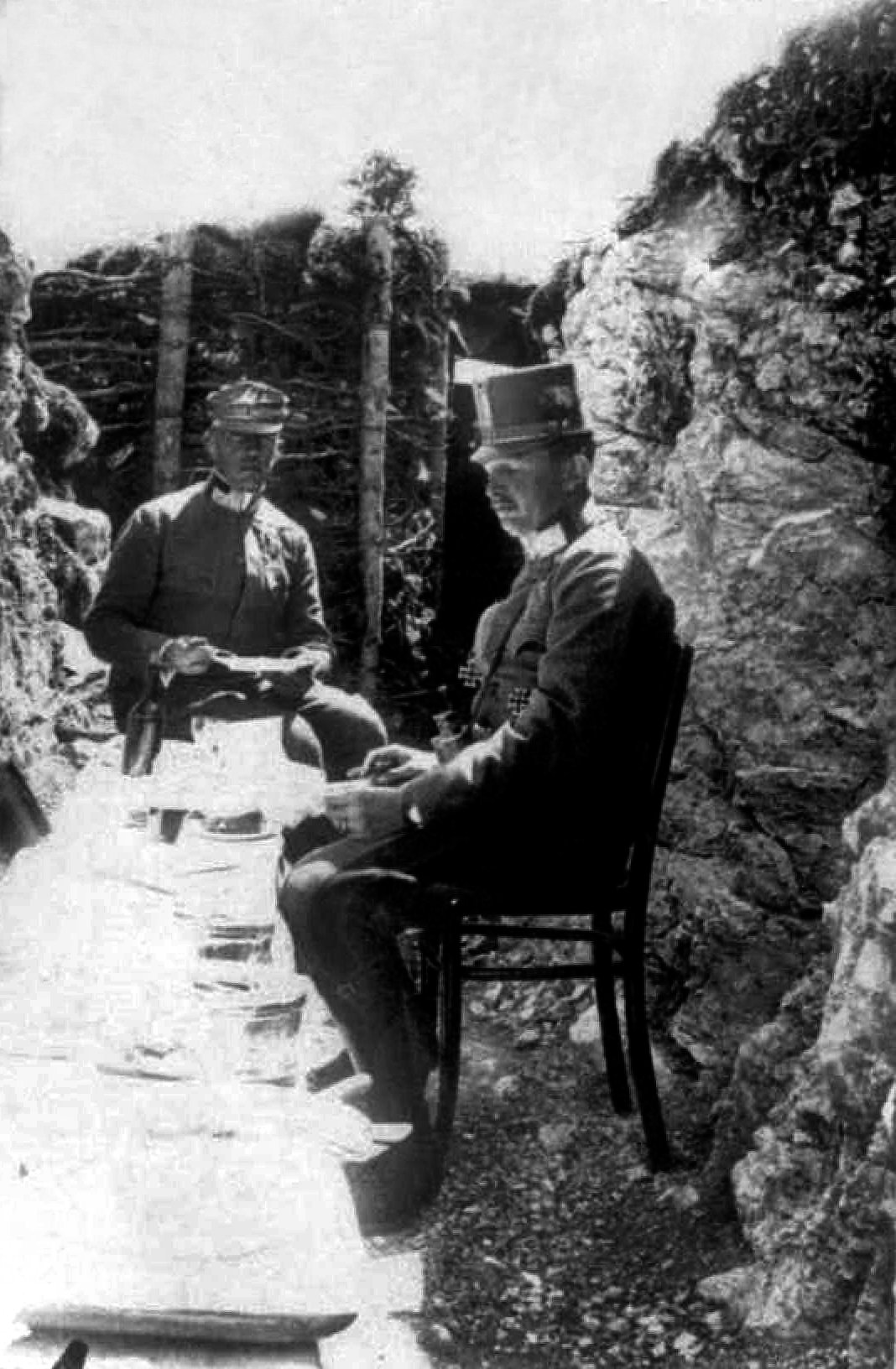
Вальдштеттен з ерцгерцогом Карлом на італійському фронті (1916).

На початку Першої світової війни Вальдштеттен було переведений в штаб 1-ї армії під командуванням Віктора Данкля на Східному фронті. У складі зазначеної армії він бере участь в перемозі Австро-Угорщини в битві під Красніковим. Будучи начальником оперативного відділу 1-ї армії, він бере участь в плануванні відступу до річки Сян і зупинці наступу росіян з Варшави і Івангорода.
Коли після вступу Італії у війну на боці Антанти в травні 1915 року Данкля відправили на італійський фронт для командування обороною Тірольської землі, Вальдштеттен був відправлений туди ж і також служив начальником оперативного підрозділу даного угруповання. Він займав цю посаду до березня 1916 року, коли вбув призначений начальником штабу нещодавно сформованого 20-го корпусу під командуванням ерцгерцога Карла. Як начальника штабу корпусу він брав участь в Тірольському наступі, в якому частини 20-го корпусу входили до складу 11-ї армії.
У липні 1916 року Вальдштеттен був переведений на Східний фронт, де він був призначений начальником штабу 12-ї армії під командуванням ерцгерцога Карла. Однак вищезгадана армія так і не була сформована, а штаб армії став штабом новосформованої групи армій ерцгерцога Карла. Замість цього в жовтні 1916 року Вальдштеттен став начальником штабу 7-ї армії під командуванням Германа Кевесса.
Коли в березні 1917 року Артур Конц фон Штрауссенбург був призначений на посаду начальника штабу Франца Конрада фон Гетцендорфа на особливе прохання імператора Карла, він був призначений начальником штабу Генерального штабу.В січні 1918 року він був призначений заступником начальника оперативного управління Генерального штабу, а потім заступником начальника штабу. Вальдшеттен брав участь в плануванні операцій австро-угорської армії в останні роки війни.

### Після війни
Після закінчення війни Вальдштеттен вийшов на пенсію 1 січня 1919 року. Тесть Вальдштеттена, Карл Пуц фон Рольсберг, встановив, що і його син, і дорослі члени сім'ї чоловічої статі померли, і що після його смерті в 1921 році Вальдштеттен керував своїми володіннями, в тому числі і замком Ляйтерсдорф в Мораві. Вальдштеттен також займав пост бургомістра Ляйтерсдорфа і був заарештований чехословацькою владою після закінчення Другої світової війни. Він був засуджений до 7 років тюремного ув'язнення, але був помилуваний, відбувши 2 роки. Останні роки свого життя він провів в австрійському місті Мауербах.

## Сім'я
У жовтні 1900 він одружився з Бертою Пуц фон Рольсберг, в шлюбі народились сини Георг і Карл і дочка Марія.

## Звання
- Лейтенант (листопад 1892)
- Гауптман (листопад 1899)
- Майор (травень 1905)
- Оберст-лейтенант (листопад 1912)
- Оберст (листопад 1914)
- Генерал-майор (17 серпня 1917)
- Титулярний фельдмаршал-лейтенант (31 листопада 1935)
- Генерал піхоти запасу (27 серпня 1939)

## Нагороди
- Ювілейна пам'ятна медаль 1898
- Ювілейний хрест (1908)
- Хрест «За військові заслуги» (Австро-Угорщина)
  - 3-го класу
  - 3-го класу з військовою відзнакою і мечами
  - 2-го класу з військовою відзнакою і мечами
- Хрест «За вислугу років» (Австрія) 3-го класу (25 років)
- Бронзова і срібна медаль «За військові заслуги» (Австро-Угорщина)
- Залізний хрест 2-го і 1-го (15 років) класу
- Орден Залізної Корони 2-го класу з військовою відзнакою і мечами (1916)
- Орден Леопольда (Австрія), командорський хрест з військовою відзнакою і мечами
- Pour le Mérite (3 листопада 1917)
- Військовий Хрест Карла
- Пам'ятна військова медаль (Австрія) з мечами
- Почесний хрест ветерана війни з мечами